# Iakximbétovo
Iakximbétovo (en rus: Якшимбетово) és un poble de Baixkíria, a Rússia, que en el cens del 2010 tenia 835 habitants. Pertany al districte de Iermolàievo.